# Kano: an American and His Harem
Kano: an American and His Harem è un film documentario del 2010 diretto dal regista filippino Monster Jimenez.

## Trama
Nel 1969 Victor Pearson, eroe americano della guerra in Vietnam, si stabilì in un povero villaggio delle Filippine, creandosi una dimora con centinaia di donne.
Nel 2002 quest'uomo, originario di una cittadina dell'Oregon, fu accusato di oltre ottanta stupri. La regista ha filmato Pearson (soprannominato Kano, ovvero lo slang con cui i filippini chiamano gli americani) per cinque anni, nel carcere dove è detenuto, e intervistato avvocati, assistenti sociali, amici dell'uomo, alcune delle sue donne.
Il documentario è un ritratto di una persona che si comporta come una star e della sua famiglia.

## Riconoscimenti
- 12° Cinemanila International Film Festival 2010 (Miglior Documentario)
- International Documentary Film Festival Amsterdam 2010 (Premio Miglior Opera Prima)